# 鄉事委員會
鄉事委員會（英語：Rural Committee），簡稱鄉事會，是香港新界鄉村諮詢組織，合共有27個鄉事委員會共同組成新界鄉議局，是香港特區政府諮詢新界民意的法定組織。鄉事委員會每四年由村代表選舉產生執行委員會，並由執委會互選產生一名主席和最多兩名副主席。27個鄉村的鄉事會主席為新界各所屬行政區別區議會當然議員与鄉議局當然執行委員，副主席為鄉議局當然議員。

## 歷史
1898年，英國與清朝簽署「展拓香港界址專條」，從此接收新界為期99年，在接收初期英方遭到新界原居民的反抗，新界六日戰後，新界原居民敗退，英方正式接管新界，將居民的土地擁有權由永業權變成承租權，居民亦由華籍轉為英籍。1924年，鄉議局的前身「新界農工商業研究總會」成立，該會的成立目的是為了反對《民田建屋補價條例》，不滿新界農地轉為屋地時要補地價。兩年後的1926年，時香港總督金文泰將「新界農工商業研究總會」改組為鄉議局，以改善政府與新界原居民的關係，港英政府又賦予鄉議局更多權力，其工作主要以推動鄉村福祉，促使同政務處保持聯繫，向政府反映新界鄉民對政策的意見，在鄉民與港府發生利益衝突時，代表鄉民向港府進行交涉，此外，委員會還負責調解村民和家庭糾紛，倡辦區內各項福利事業。
1959年，港英政府頒布《鄉議局條例》，正式將鄉議局納入法定諮詢機構，就新界事務向政府提供意見及捍衛新界居民的權益；1997年香港回歸前起草的《基本法》第40條亦列明：「新界原居民的合法傳統權益受香港特別行政區的保護。」進一步加強了鄉議局在新界管治中的憲政地位。
2003年，香港立法會通過《村代表選舉條例》，使新界村代表選舉以「雙村長制」進行（即「原居民代表」和「居民代表」），該條例理論上可使居住在新界鄉村的原居民與非原居民代表皆有進入鄉事委員會和鄉議局的同等機會。2011年4月，香港民間團體香港人權監察向立法會上書，指出時村代表選舉仍被原居民壟斷，於2011年的村代表選舉中，總共1,358名村代表中只有152名非原居民代表，該團體認為原因是因為在「雙村長制」下，原居民可以「原居民代表」和「居民代表」兩個身份參選和投票，然而非原居民僅能夠以「居民代表」身份參選和投票。

## 組織
現時新界有27個鄉事委員會，該27個鄉事委員會共同組成新界鄉議局。鄉事委員會每四年由村代表選舉產生執行委員會，並由執委會互選產生一名主席和最多兩名副主席，並採用「雙村長制」，即是分為產生居民代表議席及原居民代表議席，亦即「居民代表」和「原居民代表」，原居民村代表選舉中選民人數為10.3萬人，合共選出約1,400名村代表。
27個鄉村的鄉事會主席為新界各所屬行政區別區議會當然議員与鄉議局當然執行委員，副主席為鄉議局當然議員。鄉事委員會組成並沒有到受到法例規管，各鄉事委員會有章程去規範，而各會章程並不一致，因此村民不經選舉仍可進身鄉事委員會，而且可當上主席一職，鄉事委員會主席更可成為區議會當然議員。

## 現任鄉事委員會正副主席
下列是現任各區議會正副主席列表：
| 鄉事委員會 | 鄉事委員會 | 主席      | 主席           | 主席       | 首副主席／第一副主席 | 首副主席／第一副主席 | 首副主席／第一副主席 | 副主席／次副主席／第二副主席 | 副主席／次副主席／第二副主席 | 副主席／次副主席／第二副主席 |
| 鄉事委員會 | 鄉事委員會 | 姓名      | 所屬鄉村       | 村代表類別 | 姓名                 | 所屬鄉村             | 村代表類別           | 姓名                         | 所屬鄉村                     | 村代表類別                   |
| ---------- | ---------- | --------- | -------------- | ---------- | -------------------- | -------------------- | -------------------- | ---------------------------- | ---------------------------- | ---------------------------- |
| 荃灣區     | 馬灣       | 陳崇業    | 田寮           | 原居民代表 | （只設一名副主席）   | （只設一名副主席）   | （只設一名副主席）   | 范樹明                       | 大清洲                       | 原居民代表                   |
| 荃灣區     | 荃灣       | 邱錦平    | 關門口         | 原居民代表 | 何義強               | 木棉下村             | 原居民代表           | 孫華安                       | 新村                         | 原居民代表                   |
| 屯門區     | 屯門       | 劉業強L＃ | 龍鼓灘         | 原居民代表 | 陶錫源               | 青磚圍               | 原居民代表           | 曾展雄                       | 福亨村（上）                 | 居民代表                     |
| 元朗區     | 十八鄉     | 程振明    | 水蕉新村       | 原居民代表 | 梁智峯               | 大棠                 | 原居民代表           | 林盛興                       | 山貝                         | 原居民代表                   |
| 元朗區     | 新田鄉     | 文祿星    | 明德堂         | 原居民代表 | 黎志超               | 大生圍               | 居民代表             | 文貴壽                       | 仁壽圍                       | 原居民代表                   |
| 元朗區     | 厦村鄉     | 鄧善恒    | 錫降圍         | 居民代表   | 鄧焯倫               | 錫降村               | 原居民代表           | 鄧永傑                       | 厦村市                       | 原居民代表                   |
| 元朗區     | 錦田       | 鄧賀年    | 泰康圍         | 居民代表   | 鄧國豐               | 吉慶圍               | 居民代表             | 鄧霆鈞                       | 泰康圍                       | 居民代表                     |
| 元朗區     | 屏山鄉     | 鄧志強    | 坑尾村         | 原居民代表 | 林權                 | 石埗村               | 居民代表             | 黃國榮                       | 新慶村                       | 原居民代表                   |
| 元朗區     | 八鄉       | 空缺      |                | 居民代表   | 鄧志光               | 竹坑                 | 原居民代表           | 黎永添                       | 上村                         | 原居民代表                   |
| 北區       | 打鼓嶺區   | 陳月明L^  | 坪洋           | 居民代表   | 張天送               | 新屋嶺               | 居民代表             | 易渭東                       | 鳳凰湖                       | 原居民代表                   |
| 北區       | 上水區     | 侯志強    | 河上鄉         | 原居民代表 | 侯榮光               | 燕崗村               | 居民代表             | 廖世鴻                       | 上水鄉                       | 原居民代表                   |
| 北區       | 沙頭角區   | 李冠洪    | 烏蛟騰         | 原居民代表 | 李炳華               | 下禾坑               | 原居民代表           | 曾玉安                       | 梅子林                       | 原居民代表                   |
| 北區       | 粉嶺區     | 李國鳳    | 高莆           | 居民代表   | 劉永安               | 軍地                 | 原居民代表           | 鄧志佳                       | 龍躍頭                       | 原居民代表                   |
| 大埔區     | 大埔       | 林奕權    | 南華莆         | 原居民代表 | 陳笑權               | 下黃宜坳             | 原居民代表           | 張國棟                       | 新圍仔                       | 原居民代表                   |
| 大埔區     | 西貢北約   | 李耀斌    |                |            | 林啤                 | 西徑                 | 原居民代表           | 何志超                       | 白沙澳                       | 原居民代表                   |
| 西貢區     | 坑口       | 劉啟康    | 上洋           | 居民代表   | 劉運明               | 檳榔灣               | 居民代表             | 李健安                       | 馬游塘村                     | 居民代表                     |
| 西貢區     | 西貢       | 王水生    | 山寮           | 原居民代表 | 張土勝               | 蠔涌                 | 原居民代表           | 駱秀明                       | 北港                         | 原居民代表                   |
| 沙田區     | 沙田       | 莫錦貴    | 大圍村         | 原居民代表 | 李志麒               | 牛皮沙               | 原居民代表           | 張子賢                       | 大水坑                       | 居民代表                     |
| 葵青區     | 青衣       | 陳志榮    | 涌美村         | 原居民代表 | 陳碧文               | 涌美村               | 原居民代表           | 鄧光榮                       | 老屋村                       | 原居民代表                   |
| 離島區     | 長洲       | 吳文傑    | 長洲           | 街坊代表   | 孔憲禮               | 長洲                 | 街坊代表             | 黃輝民                       | 長洲                         | 街坊代表                     |
| 離島區     | 南丫島北段 | 溫揚堅    | 大坪村         | 原居民代表 | 陳錦貴               | 北角舊村             | 原居民代表           | 周文基                       | 榕樹塱                       | 原居民代表                   |
| 離島區     | 南丫島南段 | 周玉堂    | 榕樹下         | 原居民代表 | 胡國光               | 索罟灣               | 居民代表             | 周國明                       | 榕樹下                       | 原居民代表                   |
| 離島區     | 梅窩       | 黃文漢    | 白銀鄉         | 原居民代表 | 鄒長福               | 大蠔                 | 原居民代表           | 李國強                       | 鹿地塘                       | 居民代表                     |
| 離島區     | 坪洲       | 黃漢權    | 坪洲           | 街坊代表   | 李文安               | 坪洲                 | 街坊代表             | 曾紀洲                       | 坪洲                         | 街坊代表                     |
| 離島區     | 大嶼山南區 | 何進輝    | 貝澳新圍       | 原居民代表 | 張蓮壽               | 拾浪                 | 原居民代表           | 何德輝                       | 貝澳新圍                     | 居民代表                     |
| 離島區     | 大澳       | 何紹基    | 䃟頭           | 居民代表   | 蘇光                 | 大澳太平街（一）     | 居民代表             | 黃容根                       | 吉慶後街                     | 居民代表                     |
| 離島區     | 東涌       | 黃秋萍^   | 黃家圍及龍井頭 | 原居民代表 | （只設一名副主席）   | （只設一名副主席）   | （只設一名副主席）   | 莫廣源                       | 莫家                         | 原居民代表                   |

註解
- 「▲」現任當區區議會民選議員
- 「L」現任立法會議員
- 「＃」現任行政會議非官守成員
- 「^」女性代表

## 圖片庫

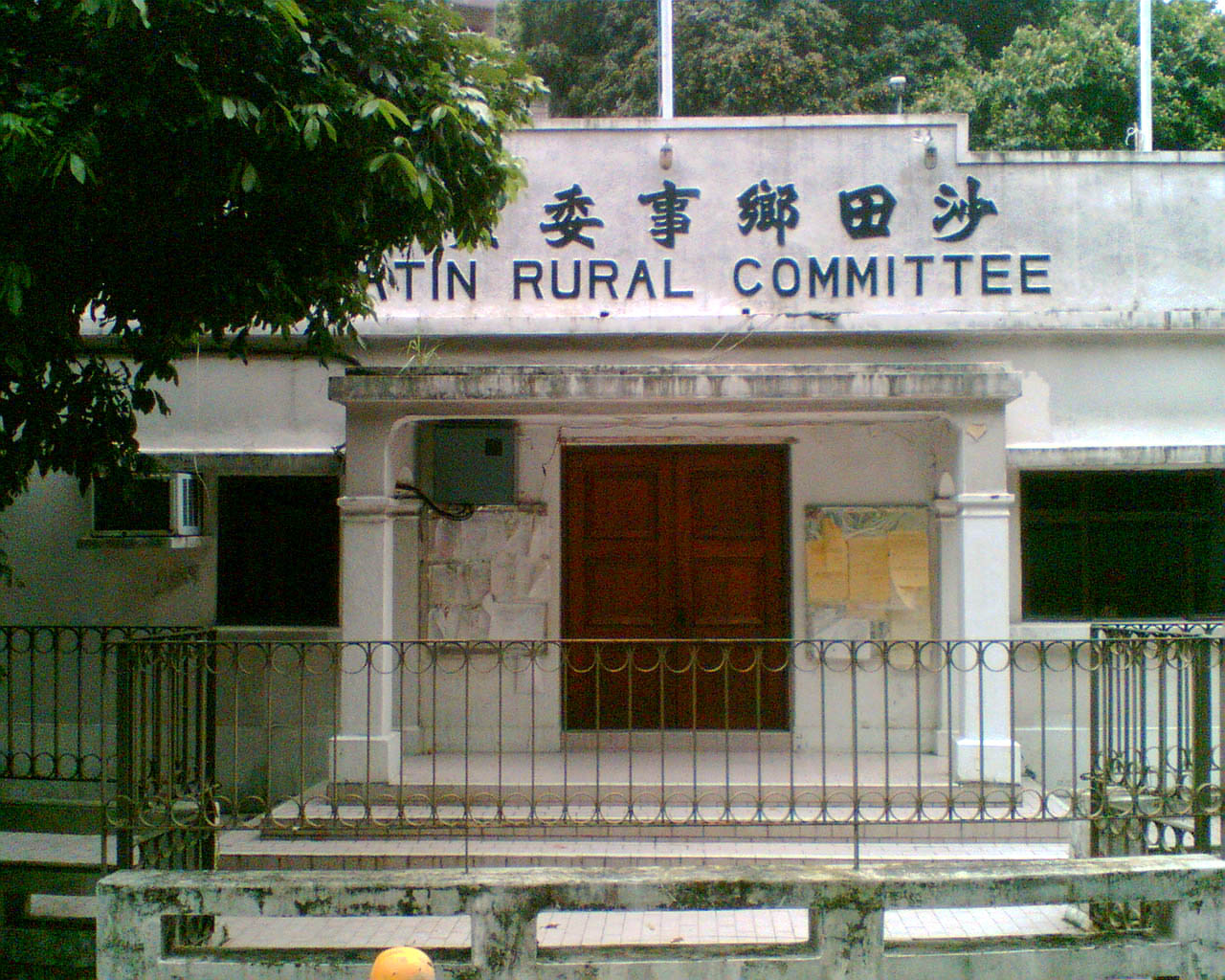
沙田鄉事委員會舊址
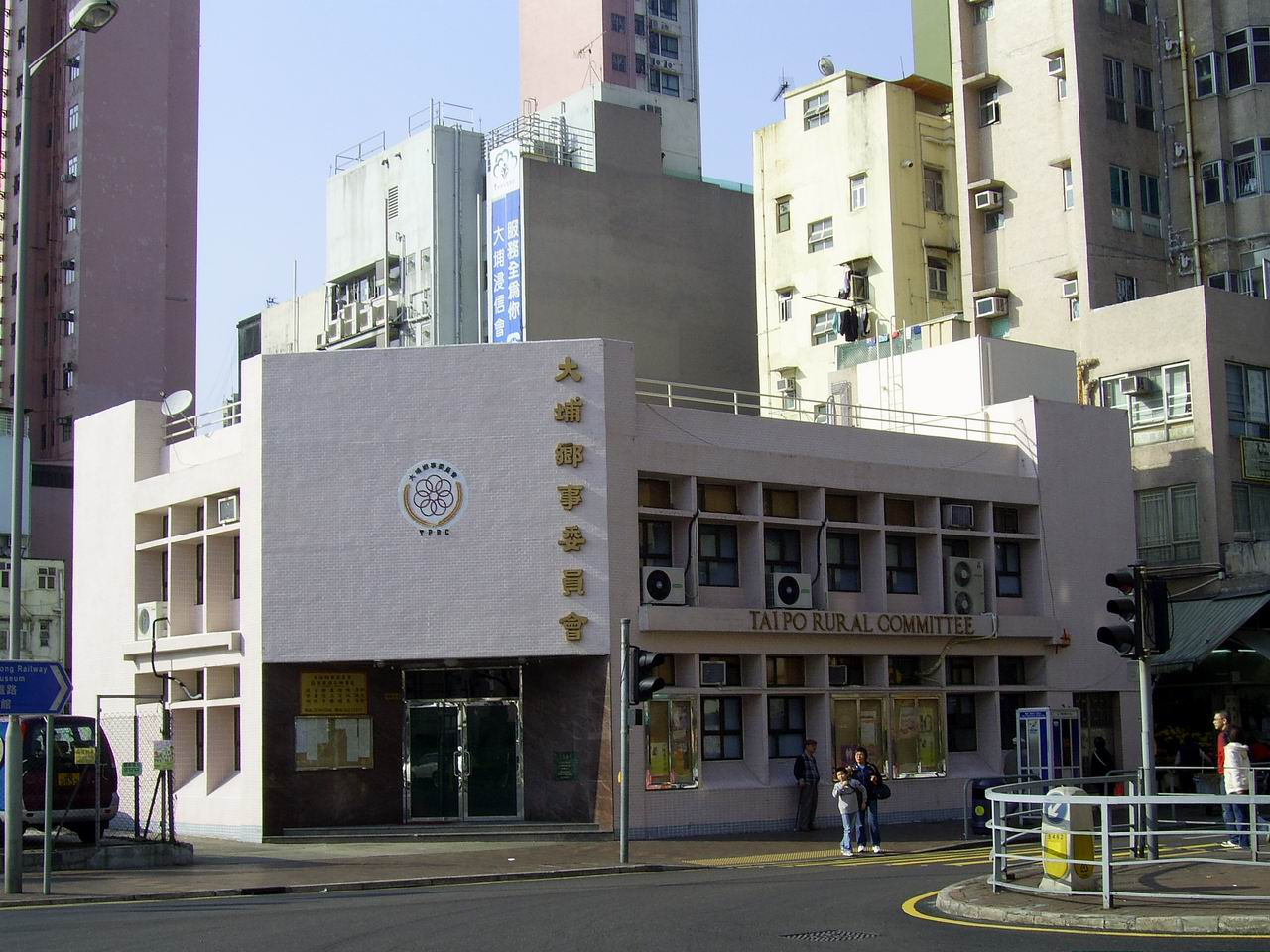
重建前的大埔鄉事委員會（2008年3月）
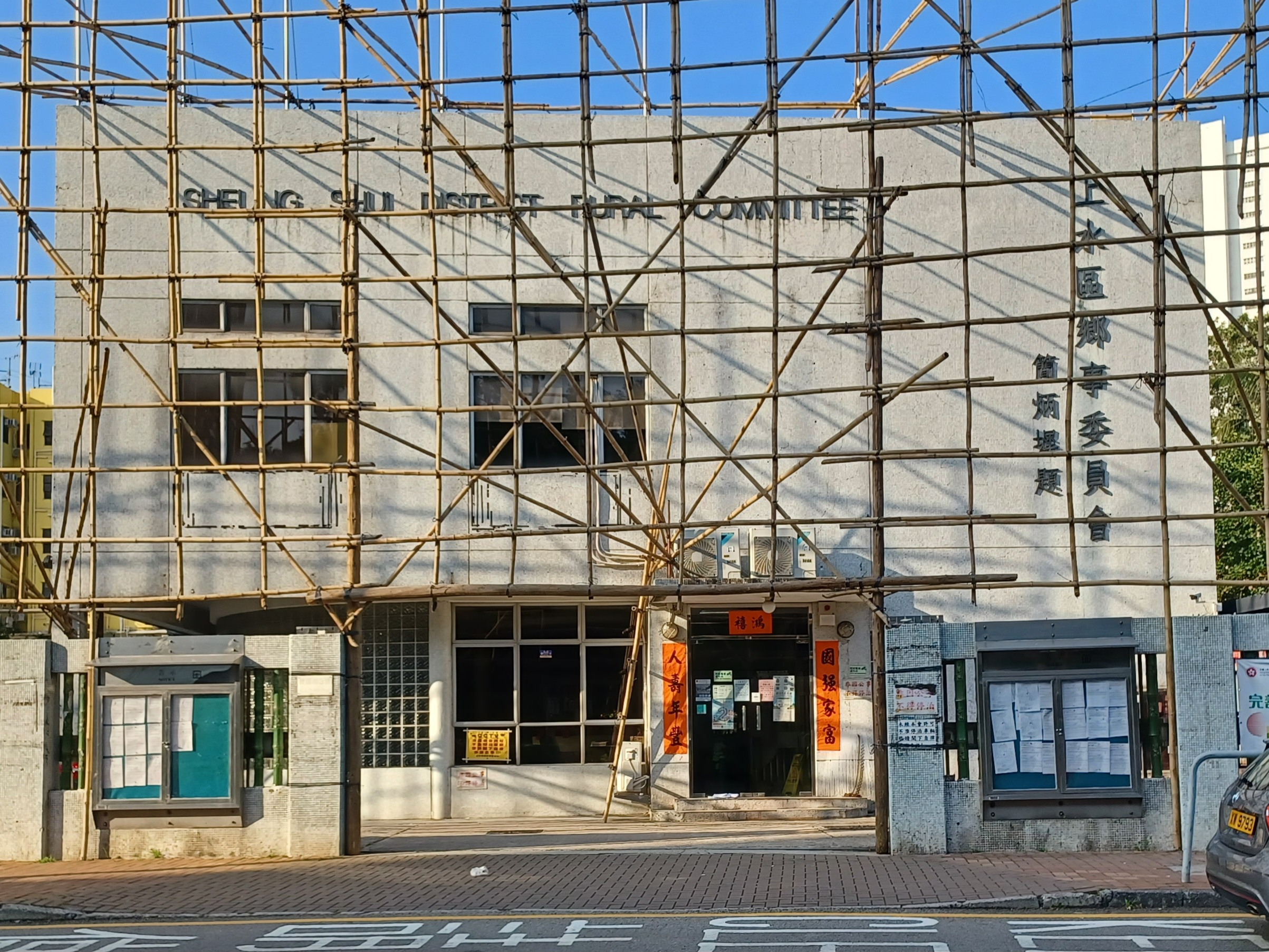
上水區鄉事委員會
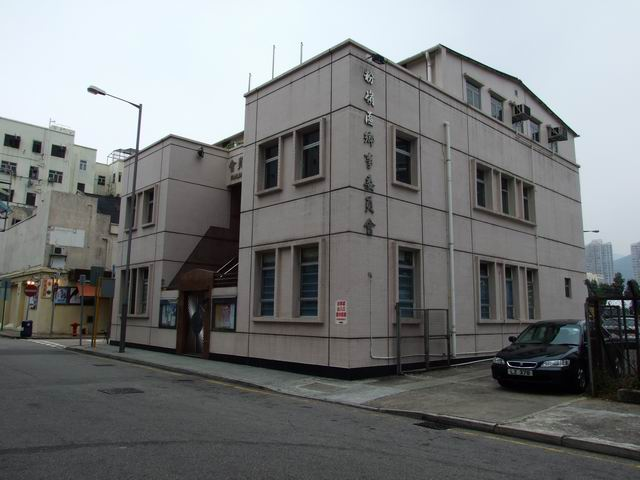
粉嶺區鄉事委員會
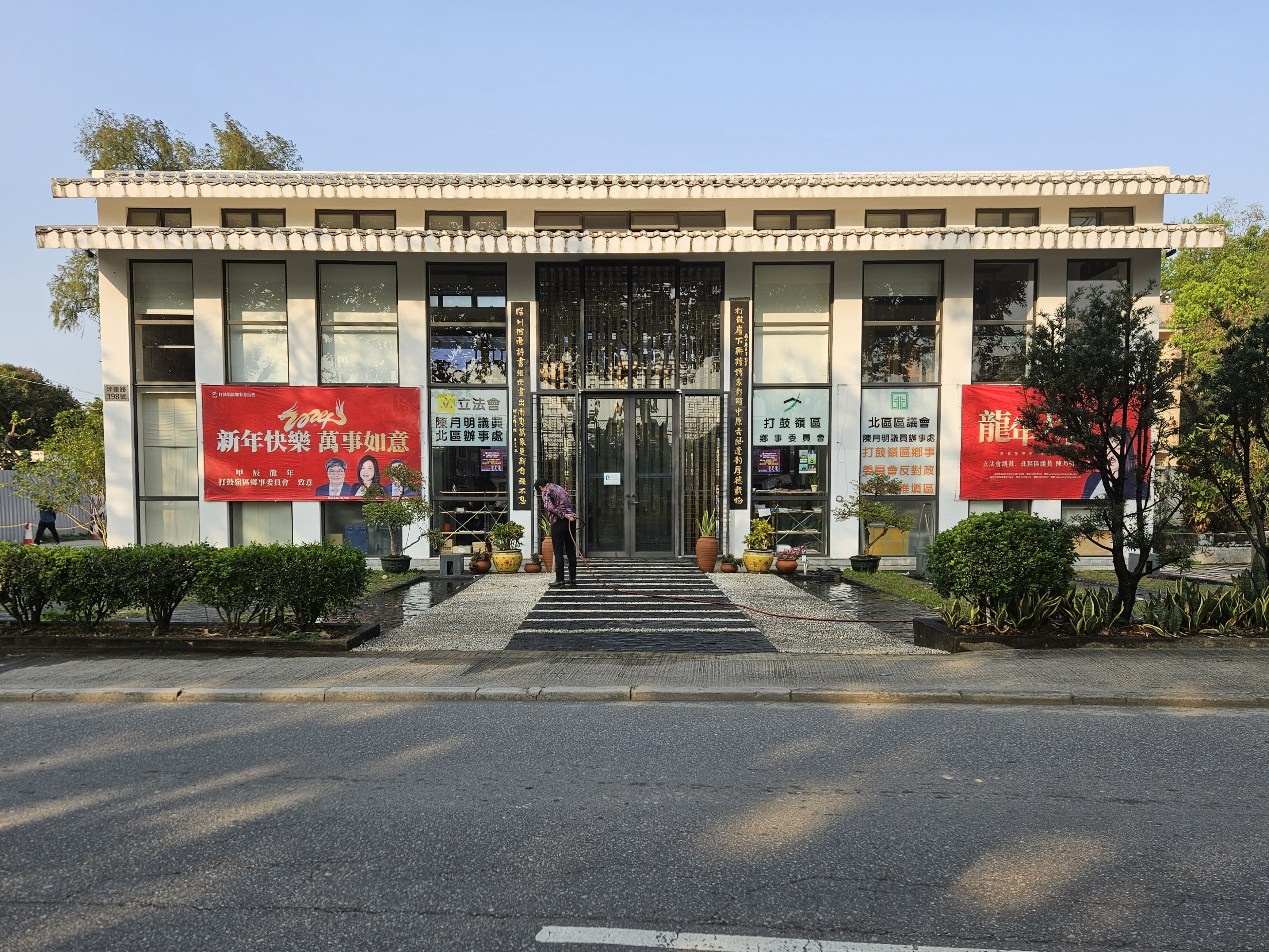
打鼓嶺區鄉事委員會
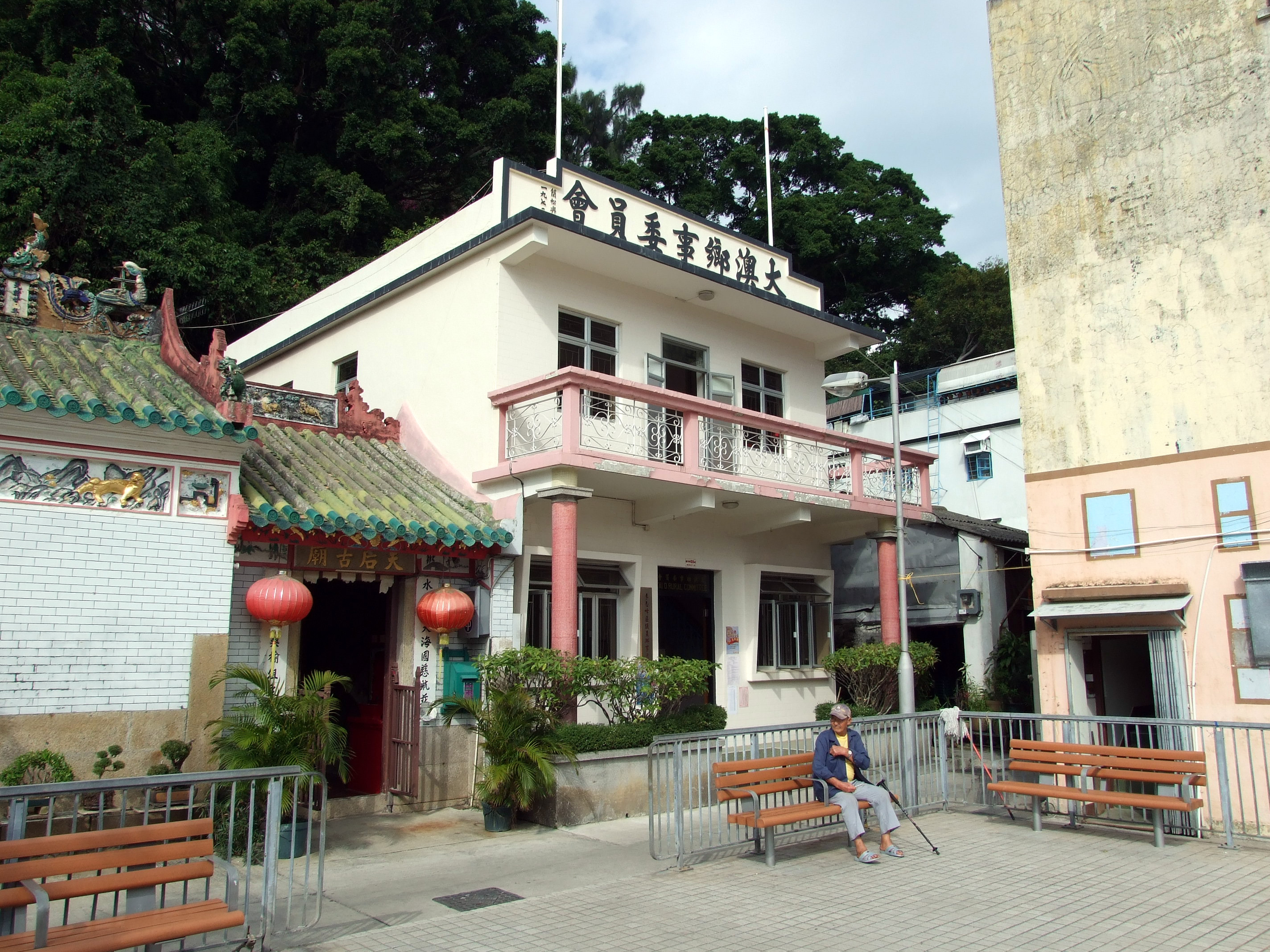
大澳鄉事委員會
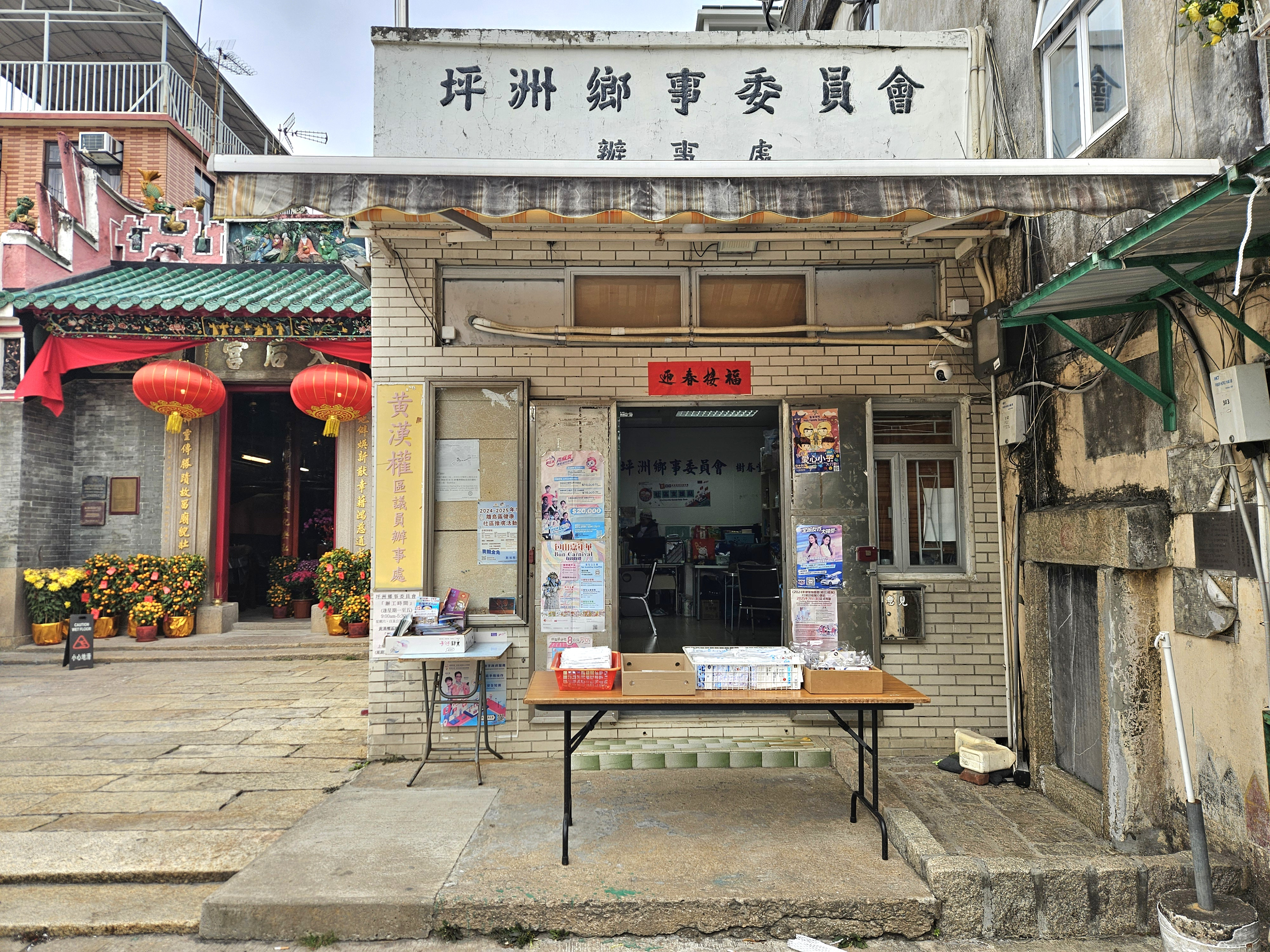
坪洲鄉事委員會辦事處
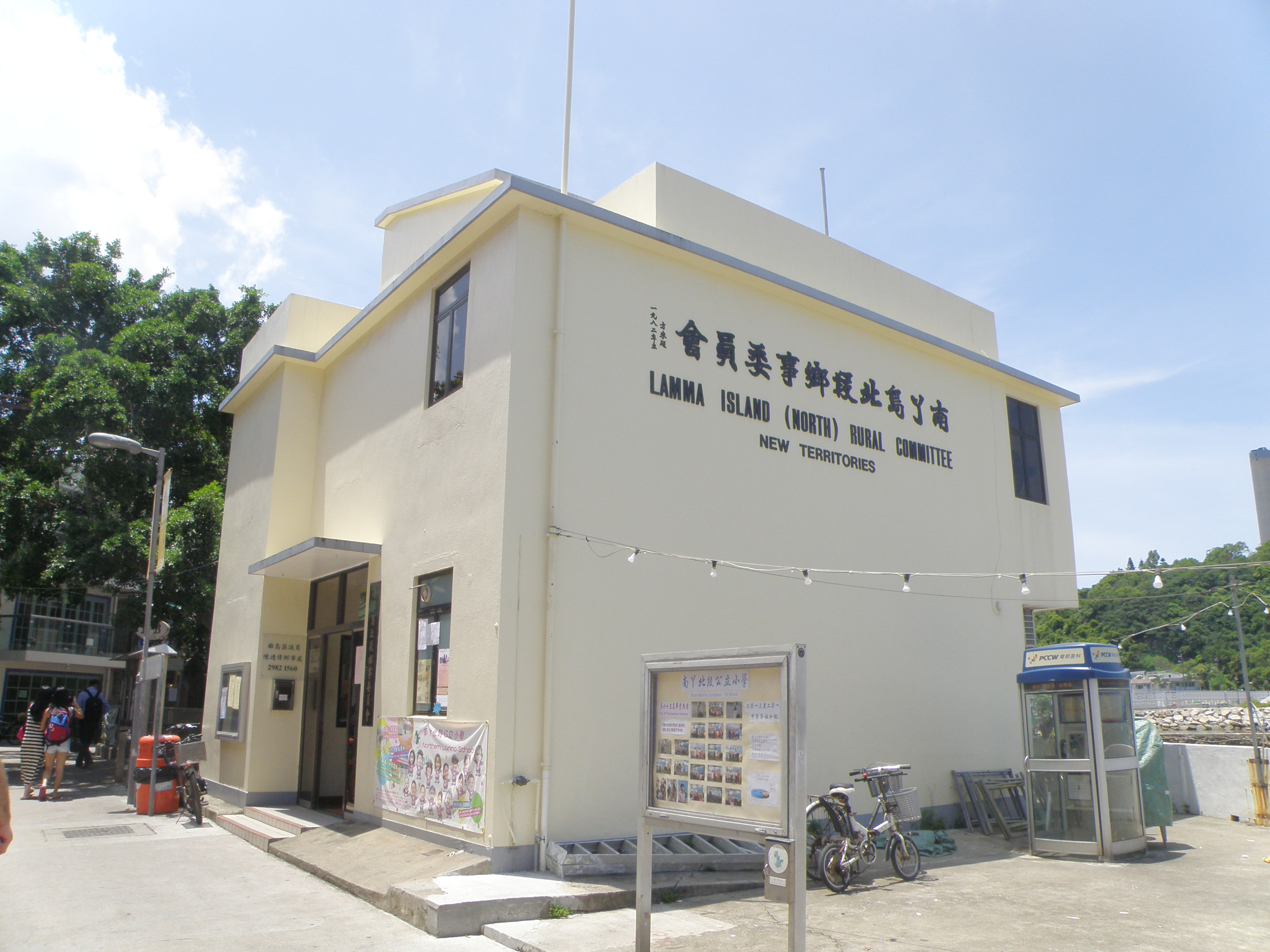
南丫島北段鄉事委員會
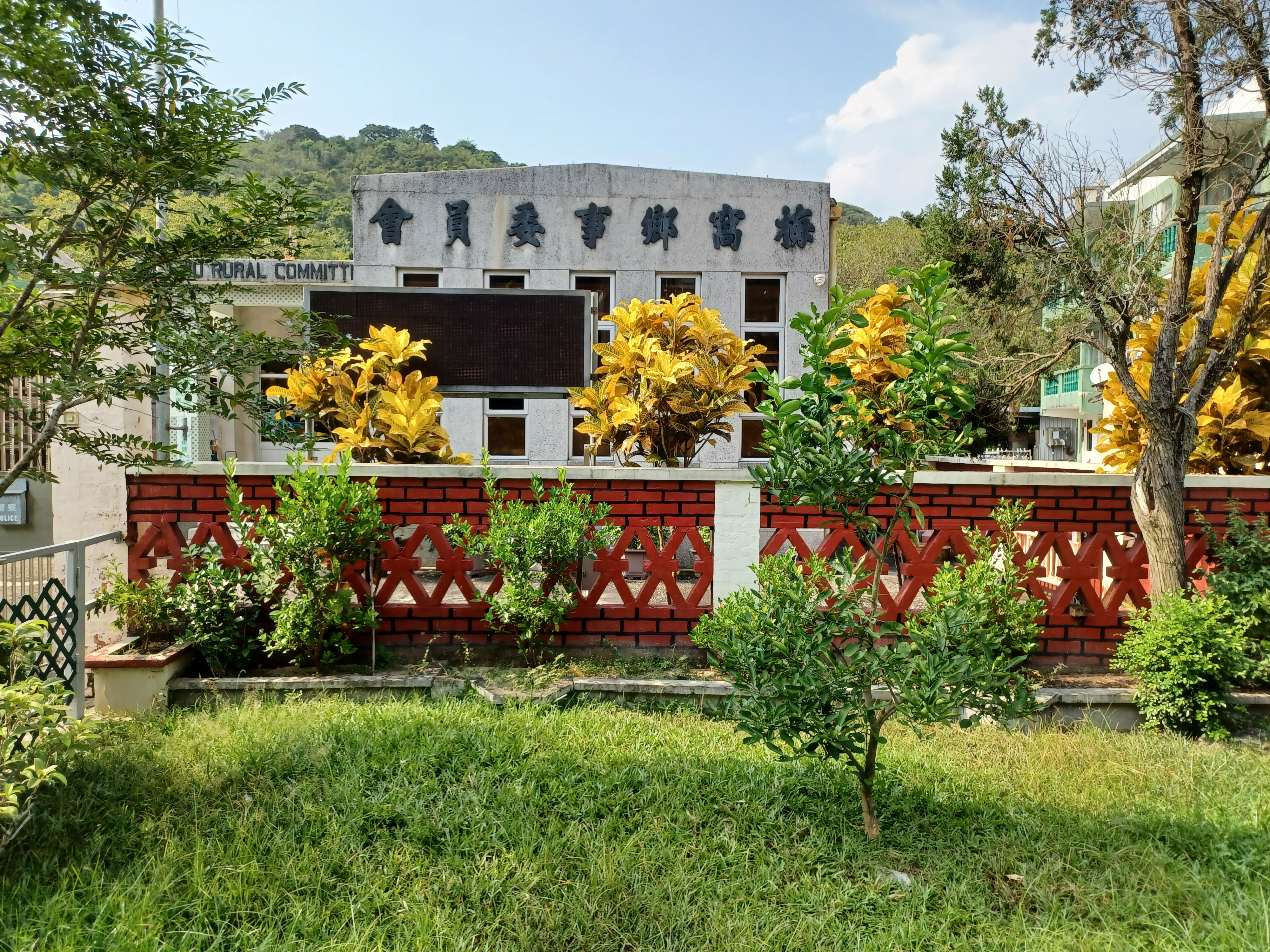
梅窩鄉事委員會
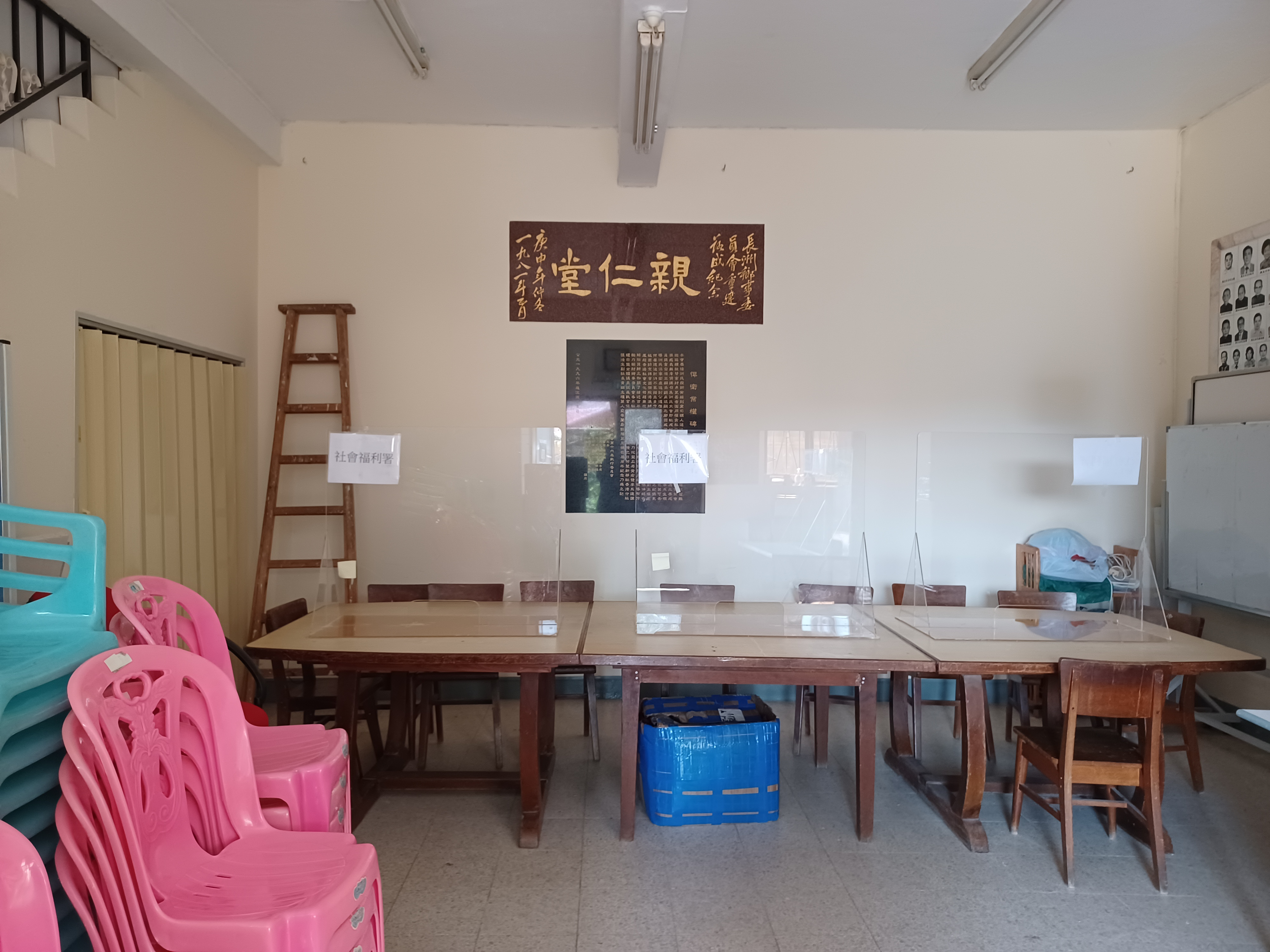
長洲鄉事委員會親仁堂
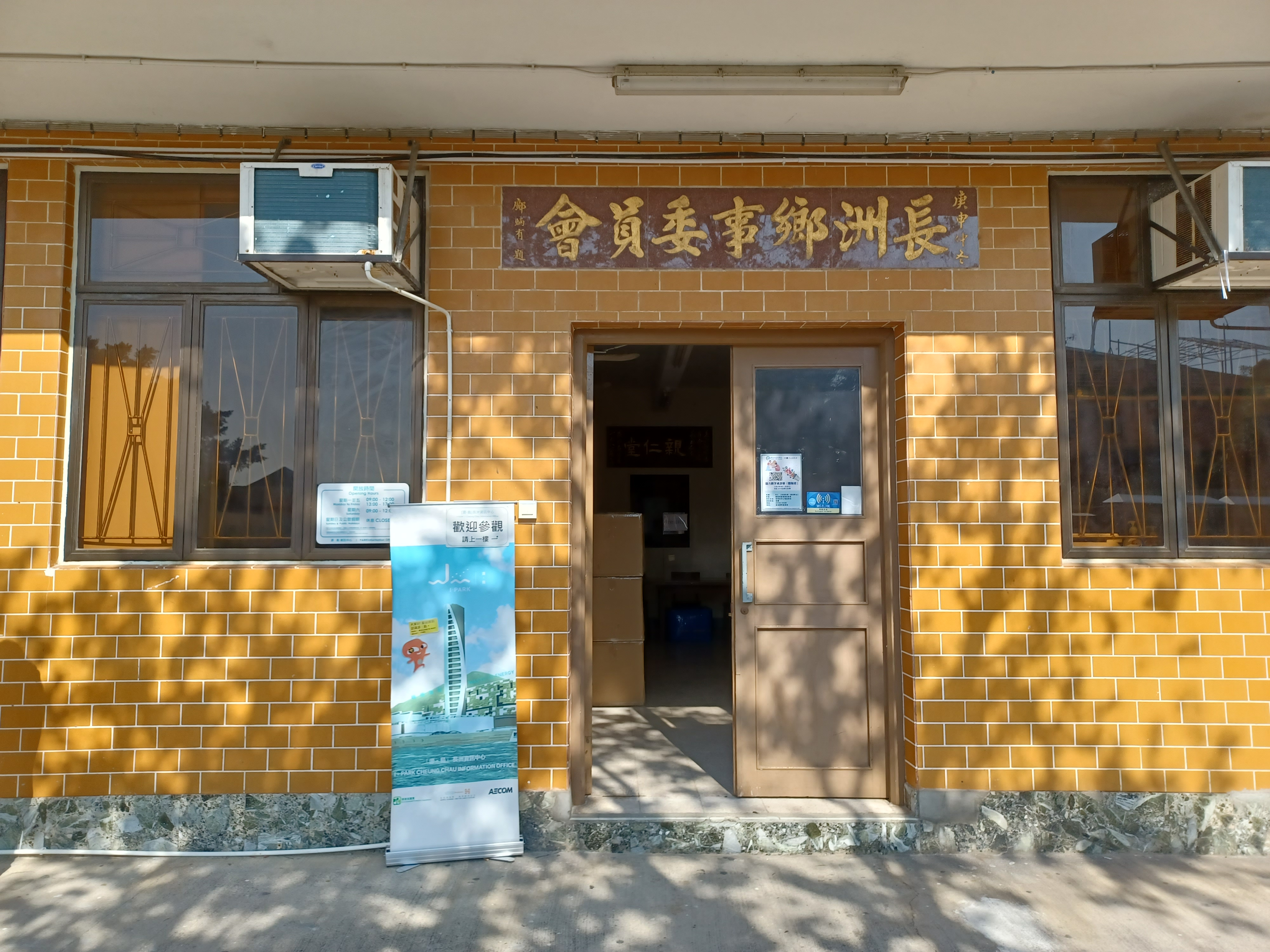
長洲鄉事委員會正門
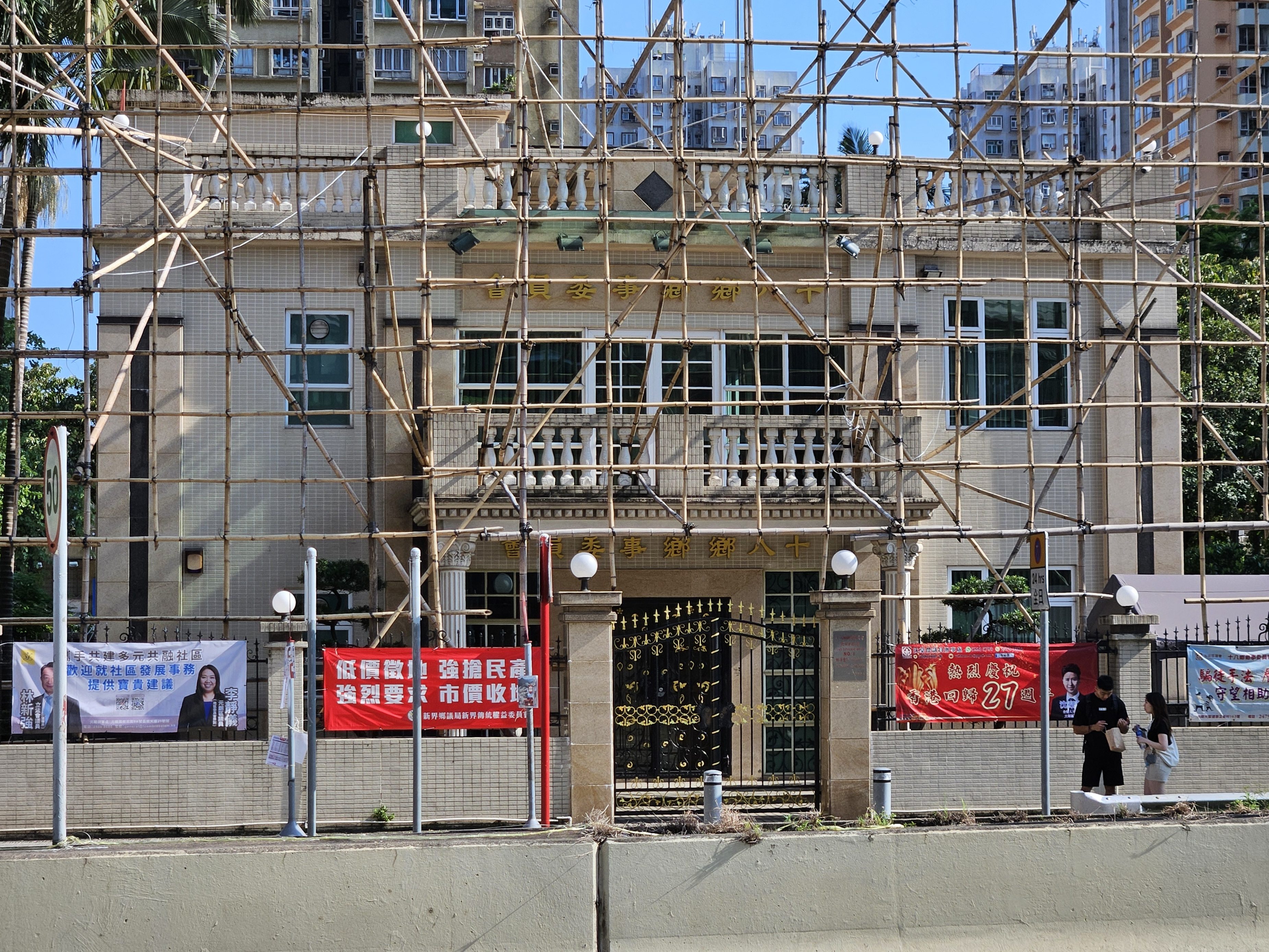
十八鄉鄉事委員會
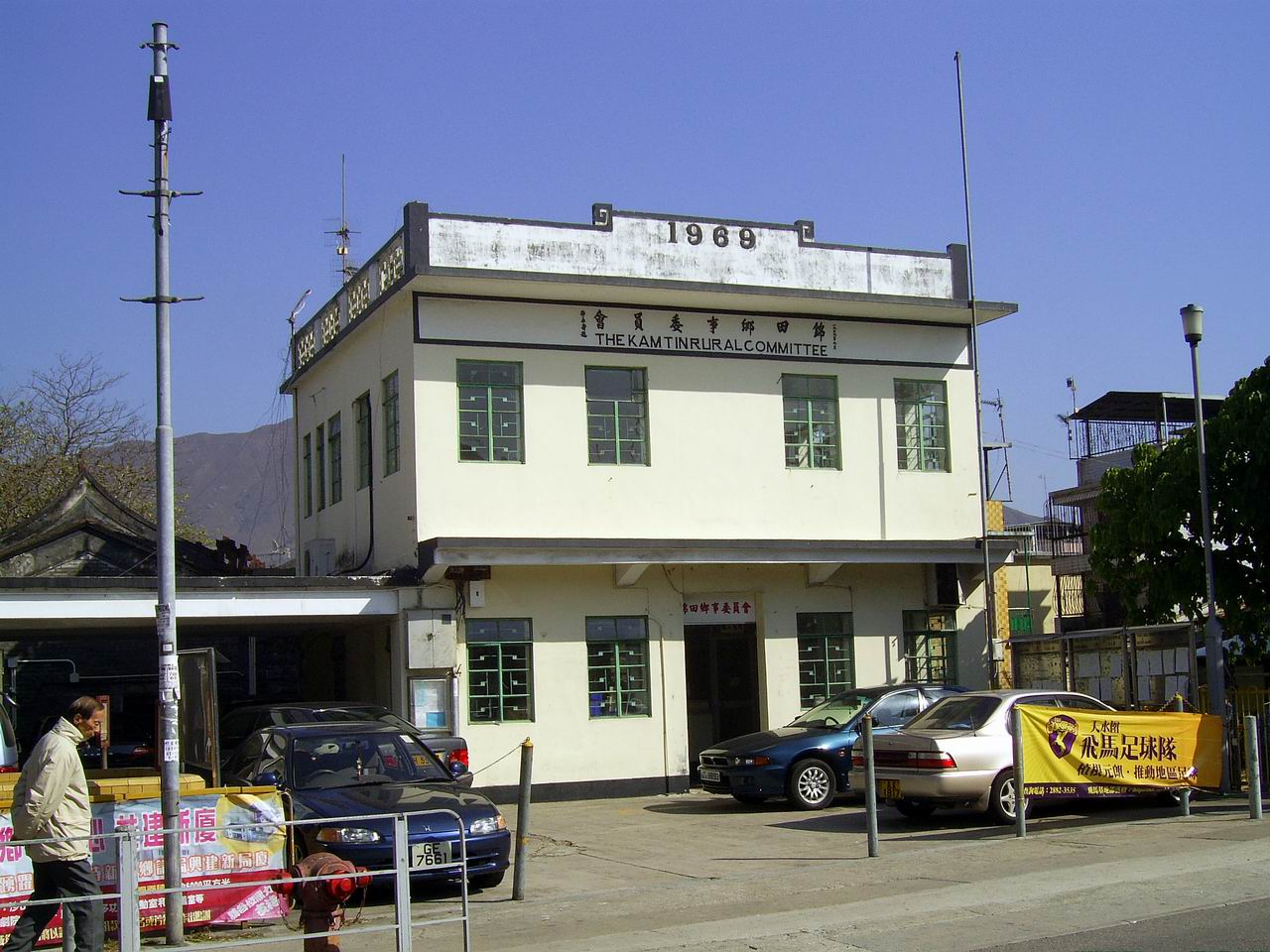
重建前的錦田鄉事委員會（2009年1月）
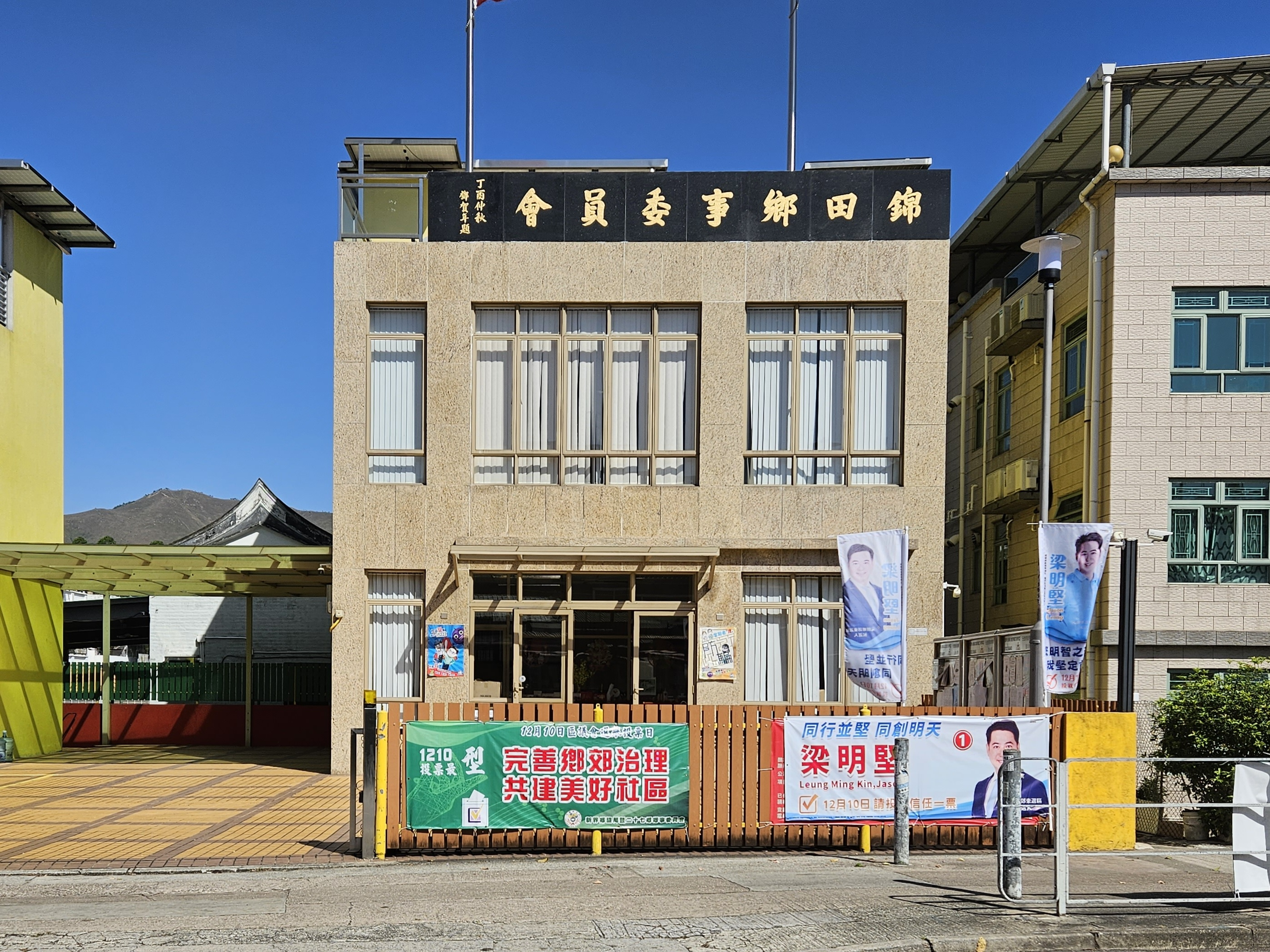
錦田鄉事委員會
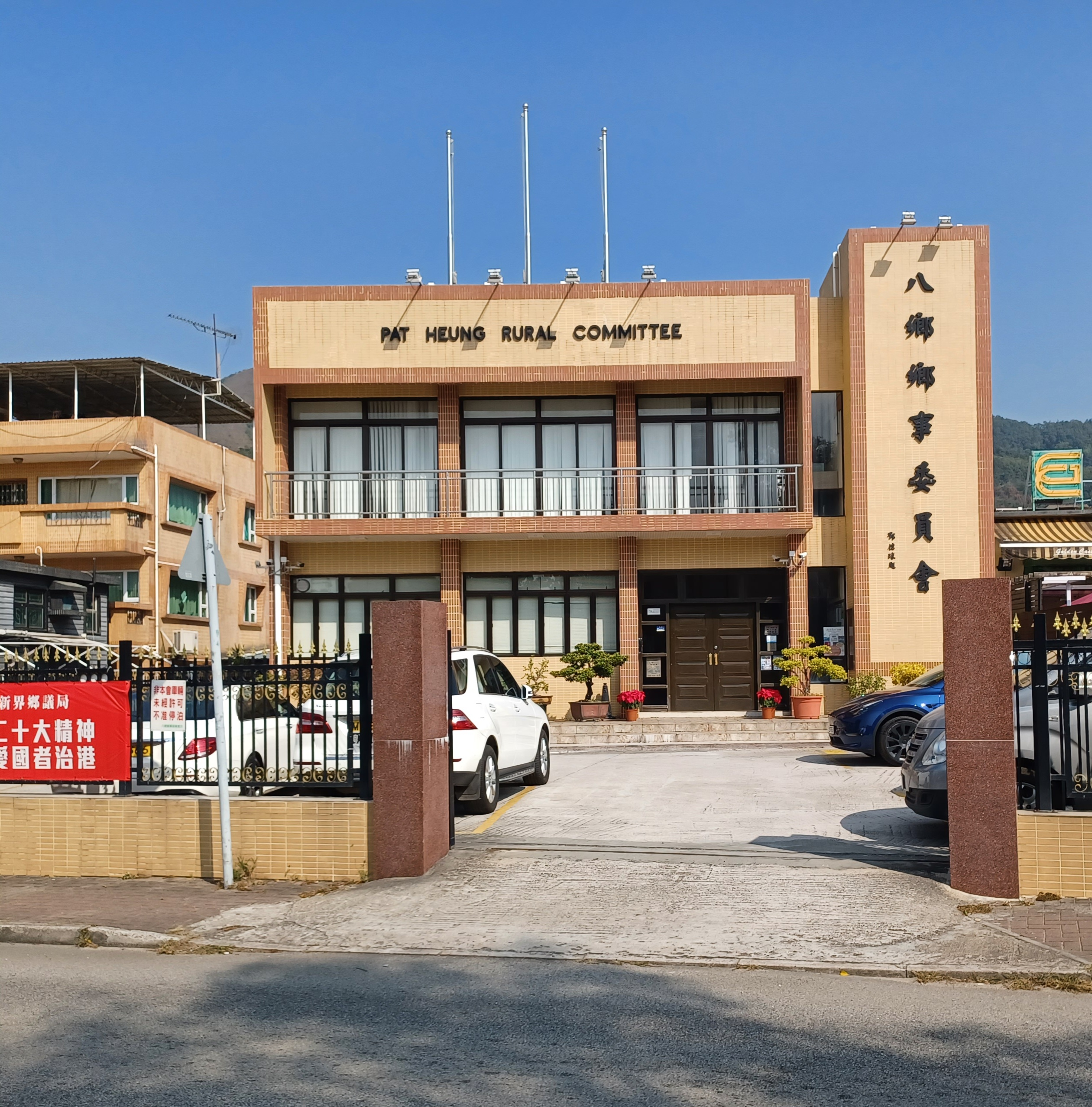
八鄉鄉事委員會
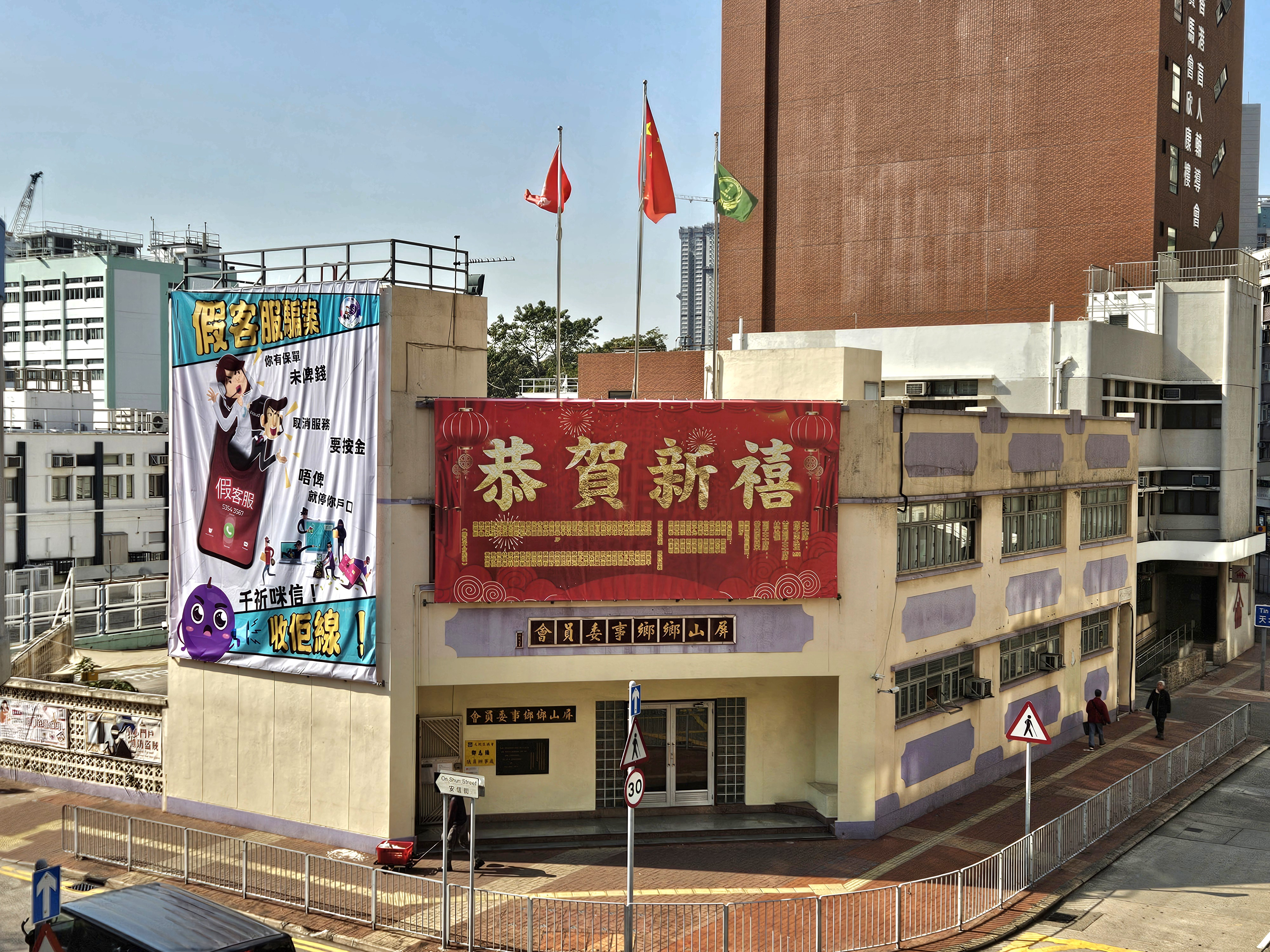
屏山鄉鄉事委員會
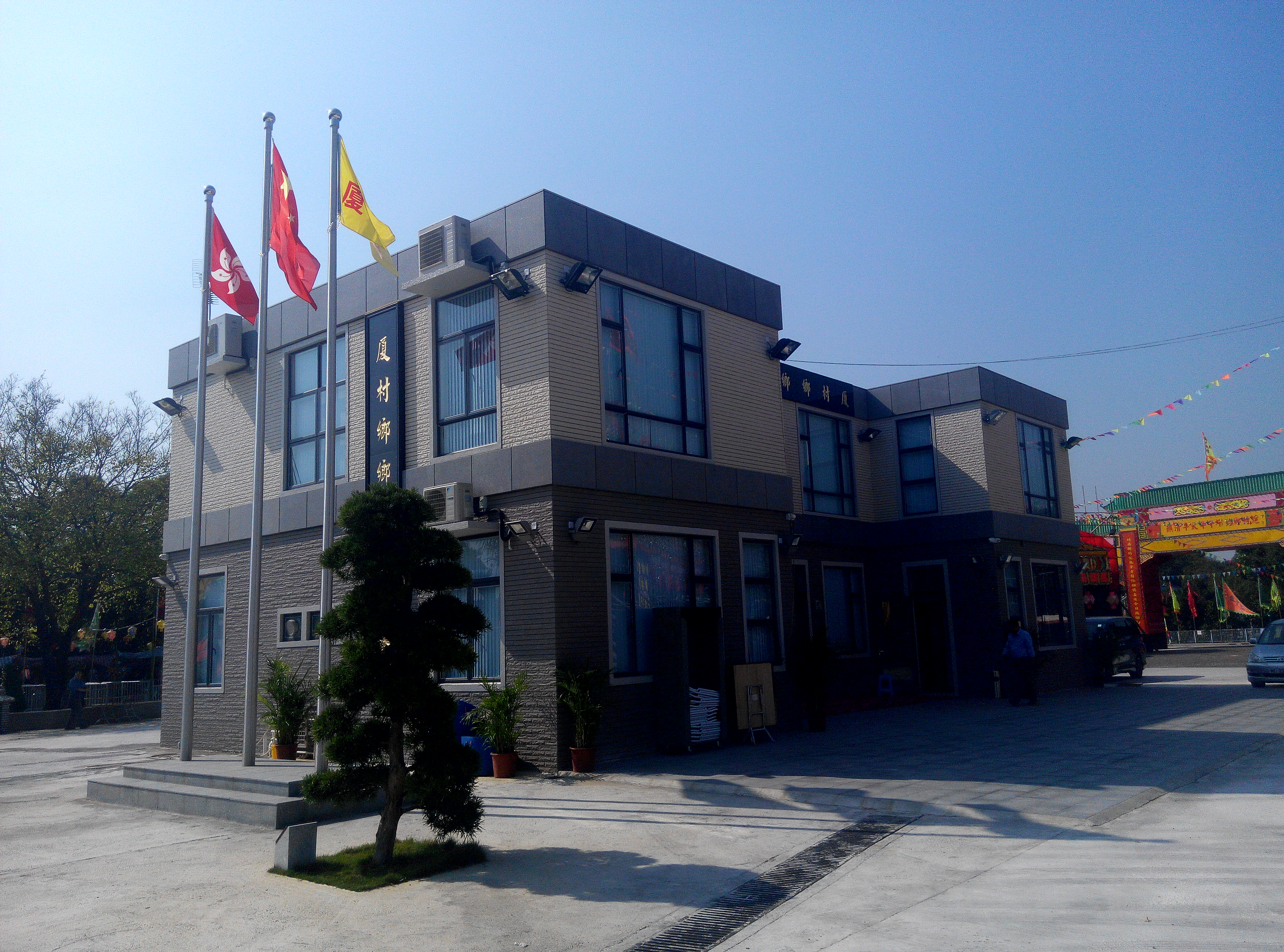
厦村鄉鄉事委員會
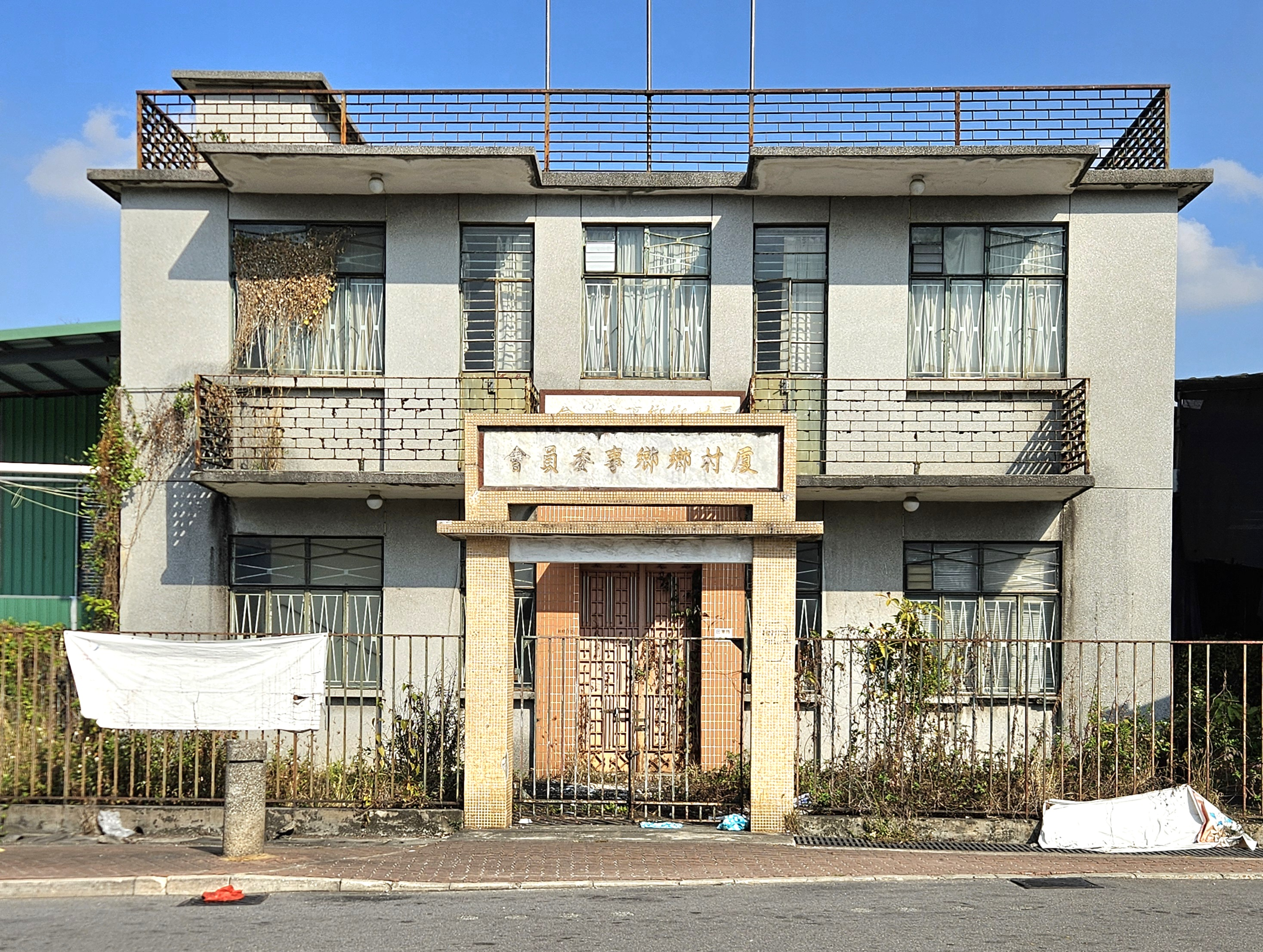
田厦路的舊厦村鄉鄉事委員會會址（2025年2月）
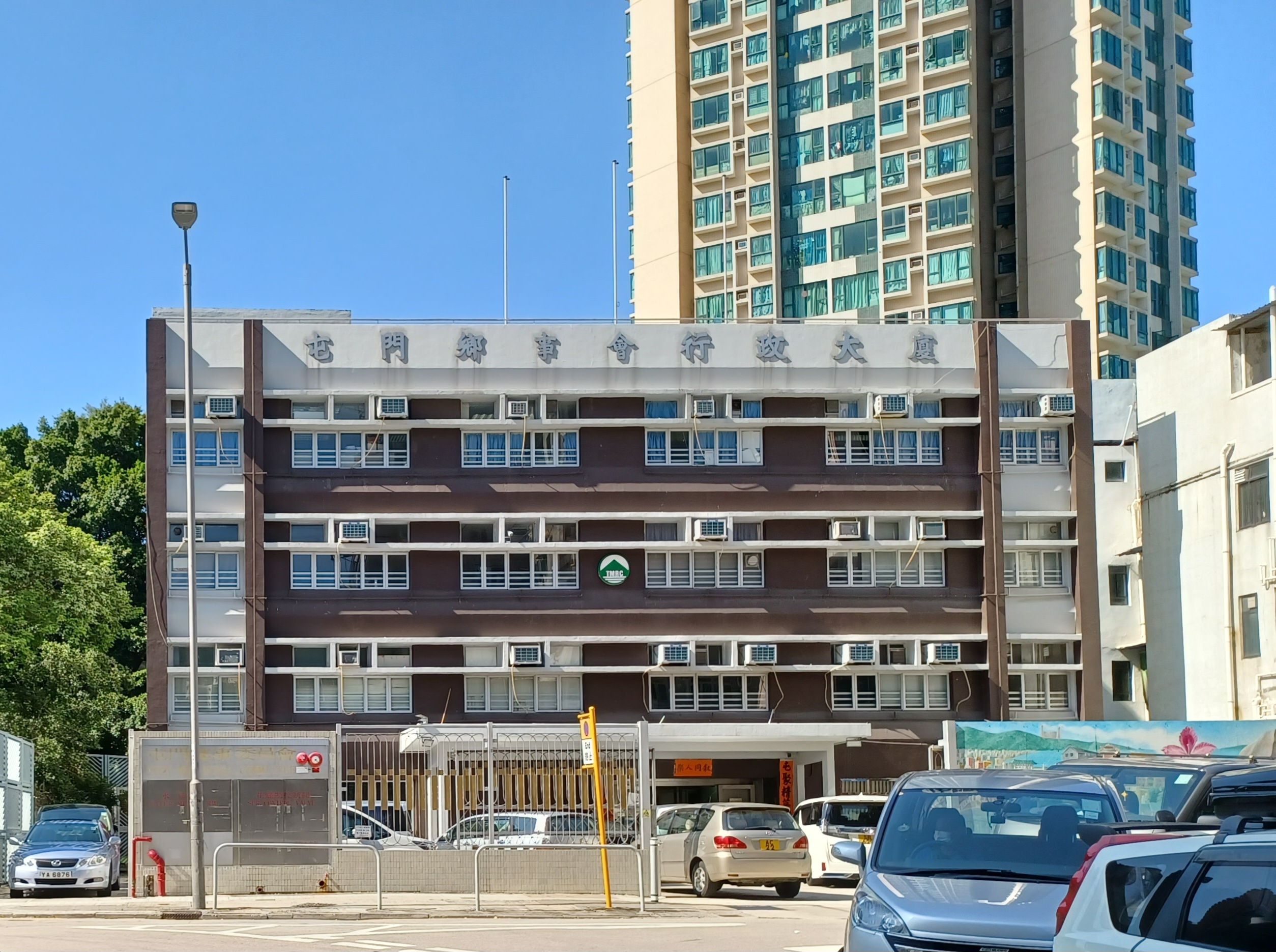
屯門鄉事委員會行政大廈
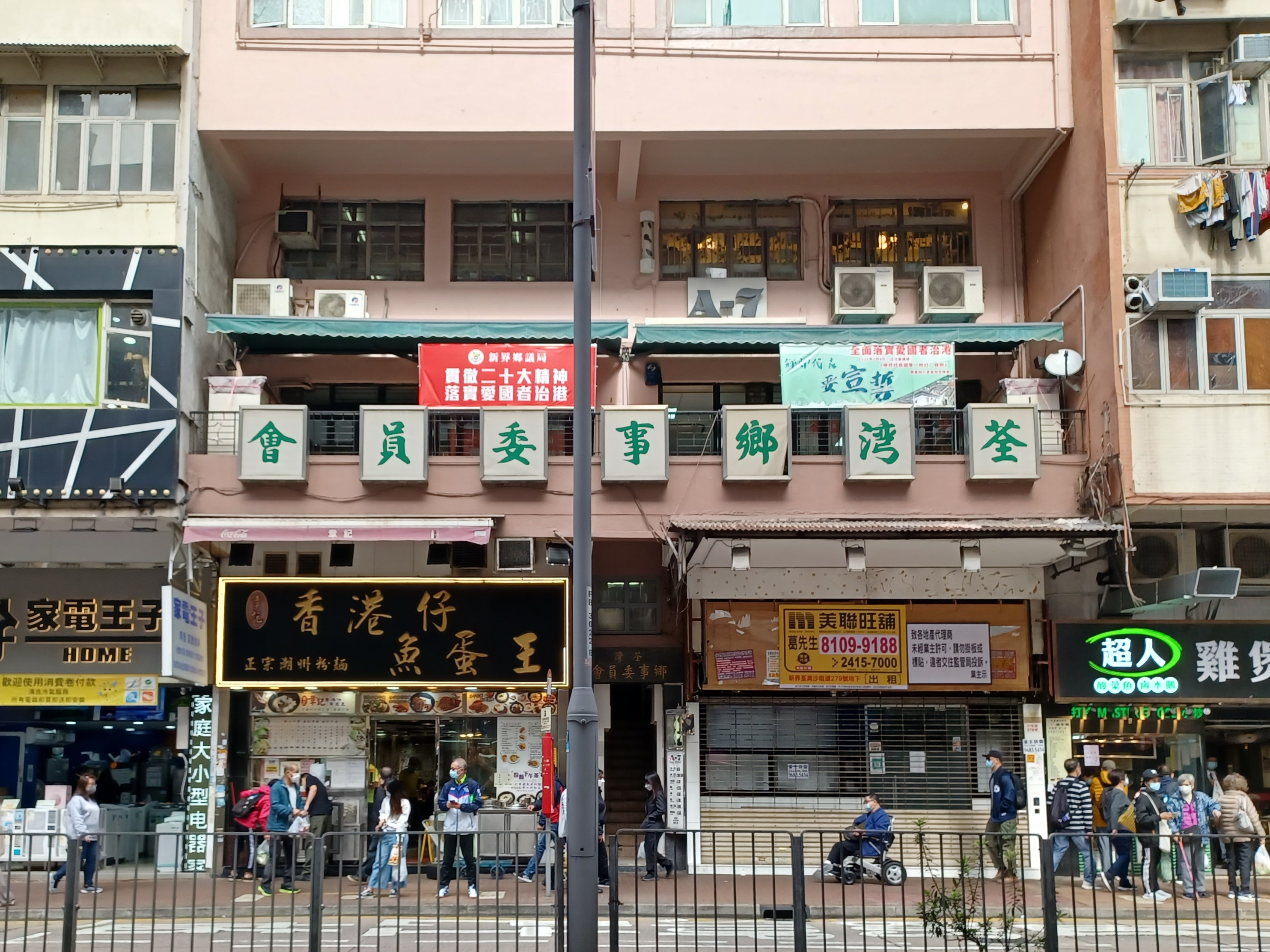
荃灣鄉事委員會
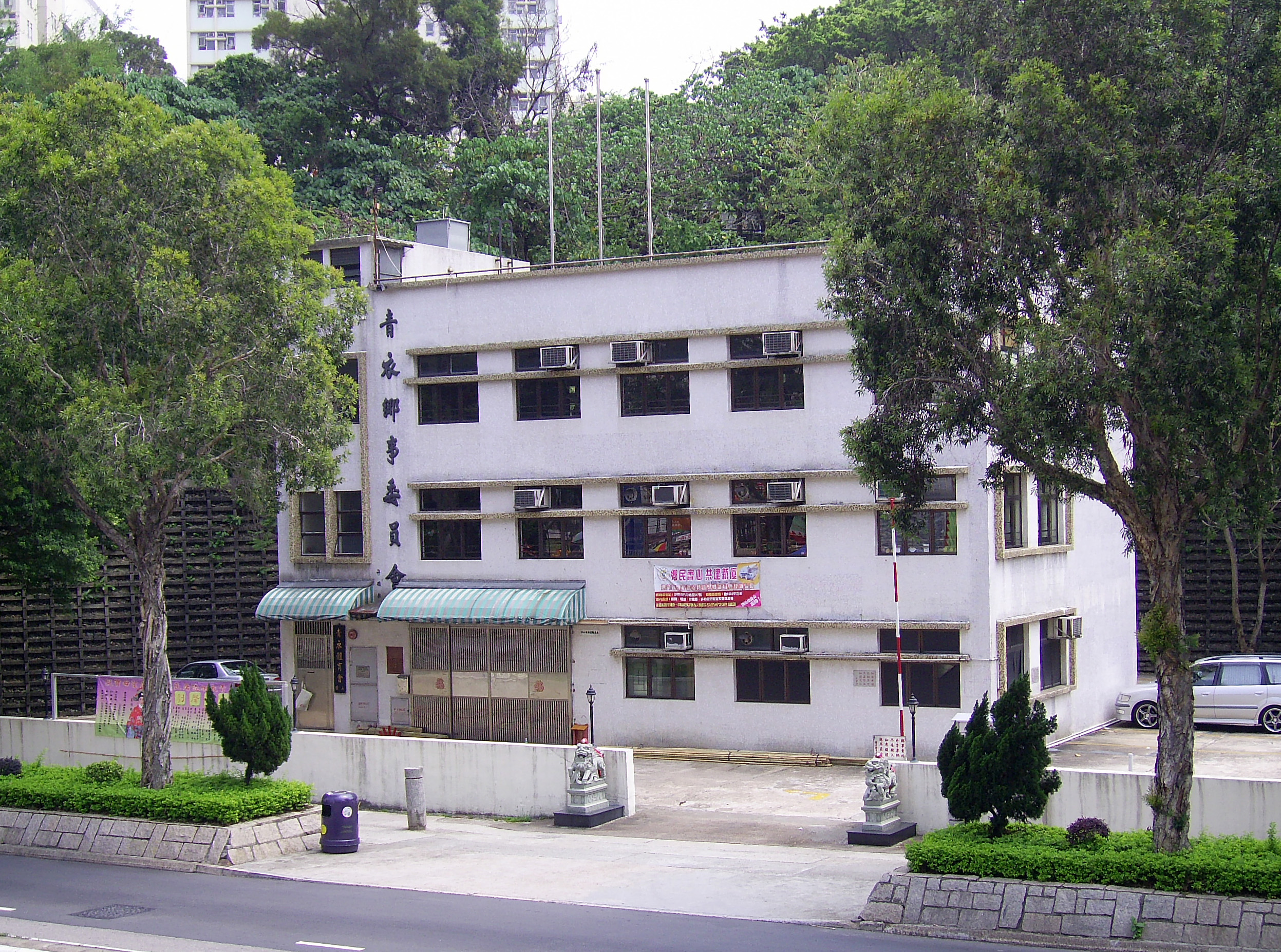
青衣鄉事委員會